# 비링에르메이르

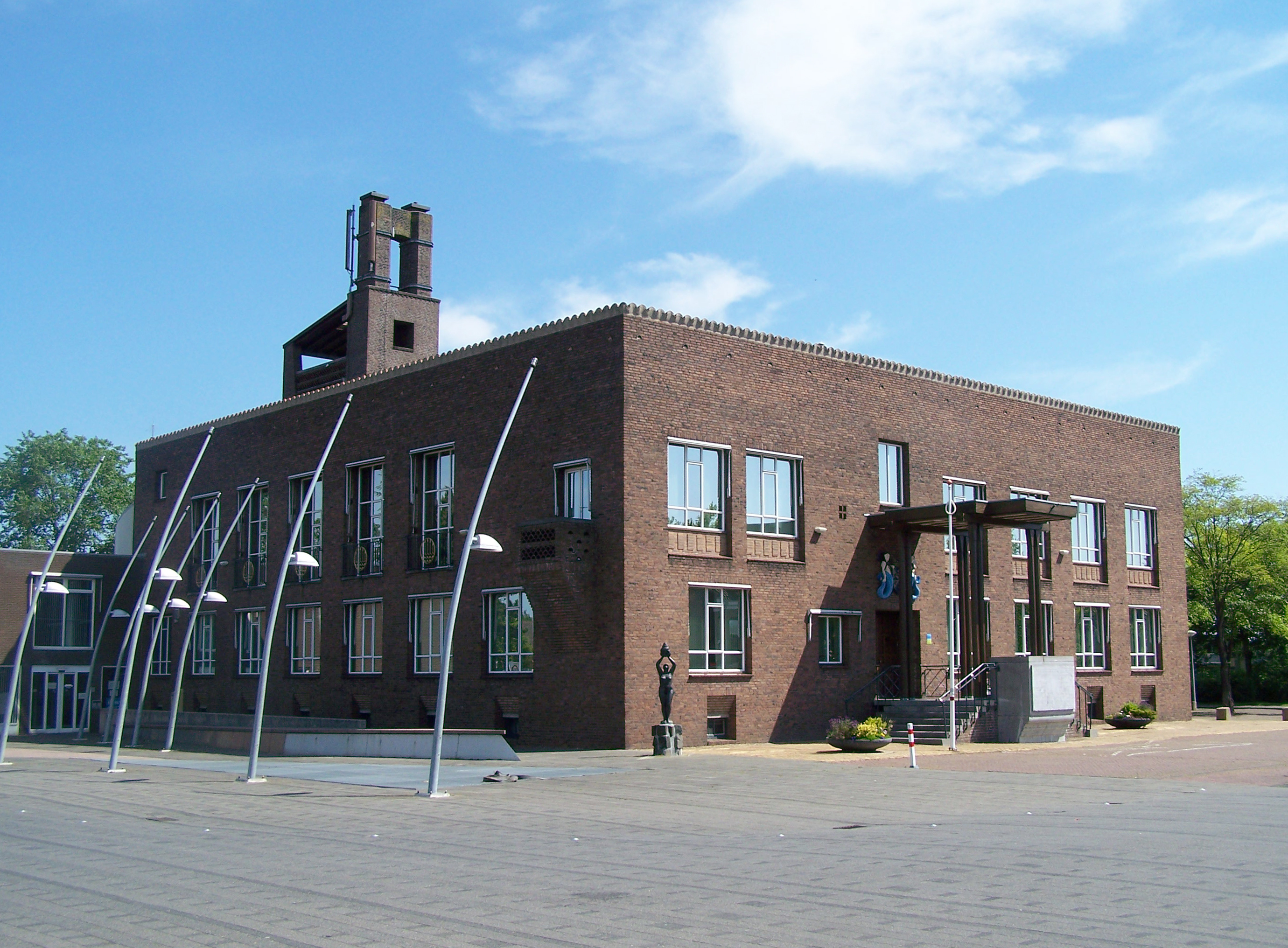
비링에르메이르 시청

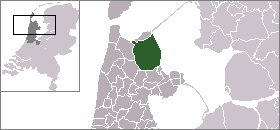
비링에르메이르의 위치

비링에르메이르(네덜란드어: Wieringermeer)은 네덜란드 북서부 노르트홀란트주의 도시로 면적은 307.76km2, 높이는 15m, 인구는 12,676명(2007년 1월 1일 기준), 인구 밀도는 240명/km2이다.
1927년부터 간척 사업이 시작되었으며 1930년 8월 21일에는 도시의 배수 작업이 완성되었다. 1941년 7월 1일을 기해 독립된 지방 자치체로 승격되었고 2012년 1월 1일을 기해 홀란츠크론(Hollands Kroon)에 통합되었다.

시기
시 문장